# Jan Reynst

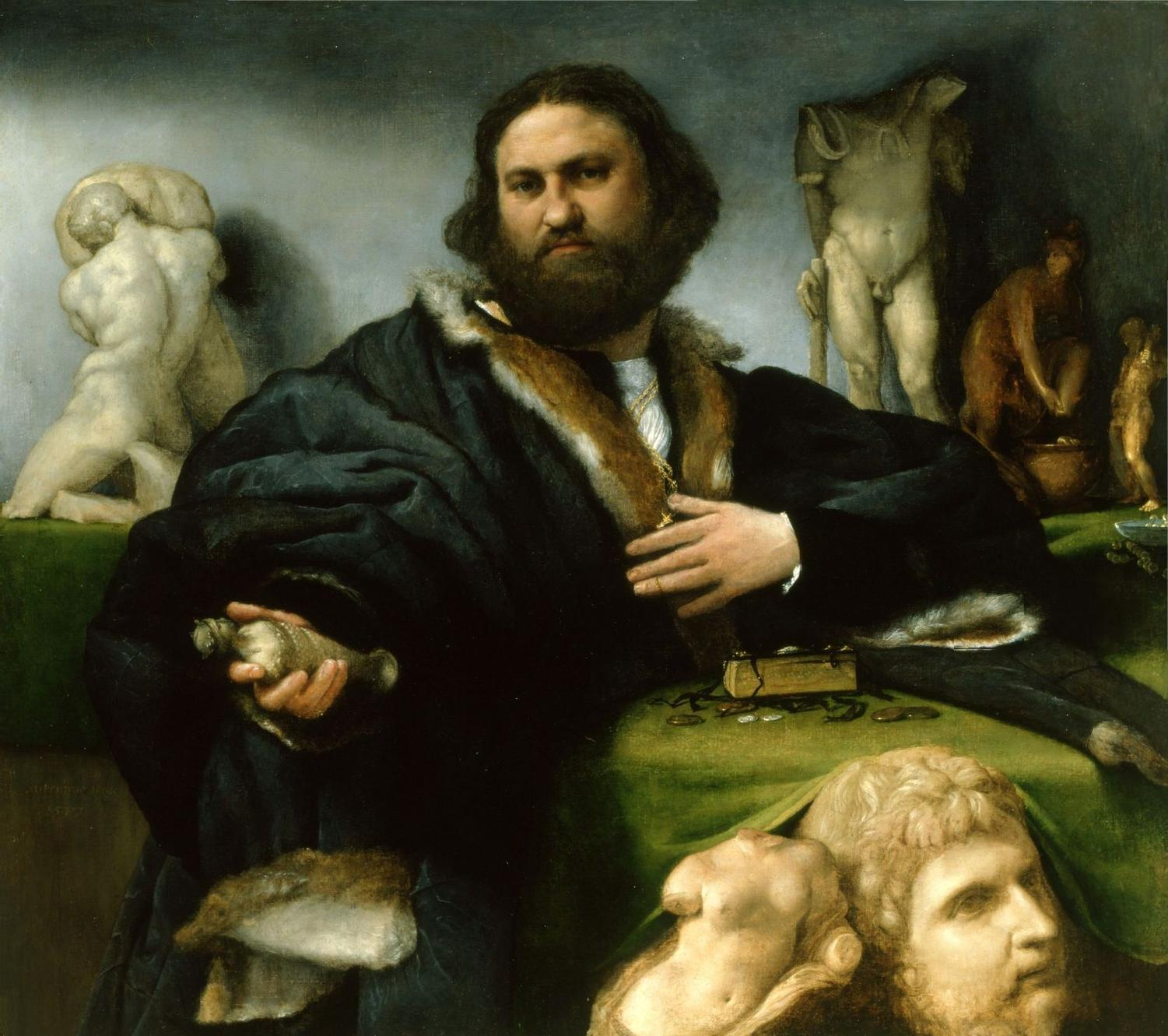
Lorenzo Lotto's portret van Andrea Odoni, 1527. Deel van de Dutch Gift, nu in de Royal Collection.

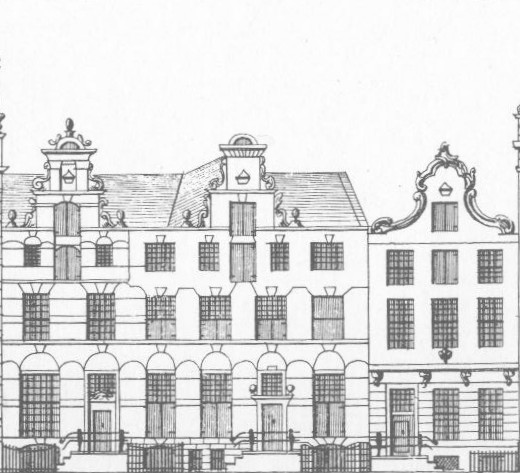
Keizersgracht 211-215. De huizen links staan bekend als de Liefde en Geloof. Het buurhuis Hoop is niet afgebeeld, maar kan een kopie zijn van 213 in het midden, zodat de symmetrie was gewaarborgd. Gravure rond 1770 door Caspar Phillips

Jan Reynst (Amsterdam, 1601 – Venetië, 1646) was de zoon van Gerard Reynst, gouverneur-generaal van Oost-Indië. Hij stamde uit het patriciërgeslacht Reynst. Zijn moeder was een zuster van Jacques Nicquet. Ook Jan was koopman in zout en graan in Amsterdam en samen met zijn oudere broer, de advocaat Gerrit verzamelde hij kunst. In 1625 vestigde hij zich in Venetië.

## Leven en werk
In 1629 slaagde hij erin de privécollectie van Andrea Vendramin te verwerven, die onder meer 230 oudheden en 140 schilderijen omvatte. In 1646 trok hij als onderhandelaar voor de Staten-Generaal der Nederlanden naar Frankrijk. Hij werd opgenomen in de Orde van de Heilige Michaël. Jan Reynst nam zijn neef Michiel Hinlopen mee naar Italië, die daar begon te verzamelen en Nicolaas Heinsius ontmoette. Reynst werd begraven in een kerk in de lagunestad, de Santa Maria Formosa, waar zes beroemde schilderijen van Palma Vecchio hangen.
Tijdens zijn leven maar ook na zijn dood werden de Romeinse beelden en Italiaanse schilderijen van Federico Barocci, Bassano, Bellini, Paris Bordone, Pordenone, Palma Vecchio Giorgione, Lorenzo Lotto, Parmigianino, Guido Reni, Giulio Romano, Tintoretto, Titian, Andrea Schiavone, Perugino, Antonello da Messina, Francesco Gessi, Giovanni Busi, Bernardo Strozzi en Paolo Veronese verscheept naar Amsterdam. De enige noordelijke kunstenaar vertegenwoordigd was Pieter van Laer. Maria de' Medici, Amalia van Solms en Cosimo III de' Medici kwamen langs om de collectie te bewonderen.
Al in 1650 probeerde Gerard de collectie beelden te verkopen aan de burgemeesters voor het nieuwe stadhuis. Ook Christina I van Zweden wees een aanbod af. Kort voor zijn dood heeft Gerard 33 schilderijen en 110 beelden uit de collectie laten vastleggen in afbeeldingen.
In 1660 werden twaalf beelden en 24 schilderijen uit deze verzameling gekocht om deel uit te maken van de Dutch Gift aan koning Karel II van Engeland. Het geschenk was georganiseerd door de Amsterdamse burgemeesters Cornelis en Andries de Graeff en enkele andere regenten na de dood van Jan en Gerard Reynst (1599-1658), die verdronk voor zijn huis op Keizersgracht 209. De Staten van Holland betaalden 80.000 gulden voor de werken.
In 1670 werd de collectie in het openbaar verkocht. Een groot deel kwam terecht bij Gerrit Uylenburgh, die op zijn beurt een aantal werken aanbod aan de Grote Keurvorst, die de beelden behield maar de schilderijen als vervalsingen beschouwde. De Jacopo Palma kwam terecht in de Collectie Six; ook Nicolaes Witsen behoorde tot de gelukkigen.

## Varia
- In 1671 kocht zijn zoon Jan Reynst een huis op de Oudezijds Achterburgwal. Het schilderij van Schiavone werd opgenomen in het interieur en is nog steeds te zien in Museum Amstelkring. Een klein gedeelte van zijn beelden kwam via de collectie Gerard van Papenbroek in de 18de eeuw in het bezit van de universiteit van Leiden en maakte zo deel uit van de kern van het huidige bezit aan Griekse en Romeinse sculptuur in het Rijksmuseum van Oudheden.
- Zijn neef Jean Reynst (1636-1695) was heer van Drakensteyn.